# Grove (Oklahoma)
Grove és una ciutat dels Estats Units a l'estat d'Oklahoma. Segons el cens del 2000 tenia 5.131 habitants.

## Demografia
Segons el cens del 2000, Grove tenia 5.131 habitants, 2.286 habitatges, i 1.490 famílies. La densitat de població era de 219,9 habitants per km².
Dels 2.286 habitatges en un 22,4% hi vivien nens de menys de 18 anys, en un 54,2% hi vivien parelles casades, en un 9,2% dones solteres, i en un 34,8% no eren unitats familiars. En el 31,6% dels habitatges hi vivien persones soles el 17,8% de les quals corresponia a persones de 65 anys o més que vivien soles. El nombre mitjà de persones vivint en cada habitatge era de 2,15 i el nombre mitjà de persones que vivien en cada família era de 2,68.
Per edats la població es repartia de la següent manera: un 19,9% tenia menys de 18 anys, un 5,7% entre 18 i 24, un 19% entre 25 i 44, un 26,2% de 45 a 60 i un 29,2% 65 anys o més.
L'edat mediana era de 50 anys. Per cada 100 dones de 18 o més anys hi havia 76 homes.
La renda mediana per habitatge era de 28.464 $ i la renda mediana per família de 38.347 $. Els homes tenien una renda mediana de 31.908 $ mentre que les dones 19.107 $. La renda per capita de la població era de 18.351 $. Entorn del 9,3% de les famílies i el 14,4% de la població estaven per davall del llindar de pobresa.

## Poblacions més properes
El següent diagrama mostra les poblacions més properes.